# Argentina Santos

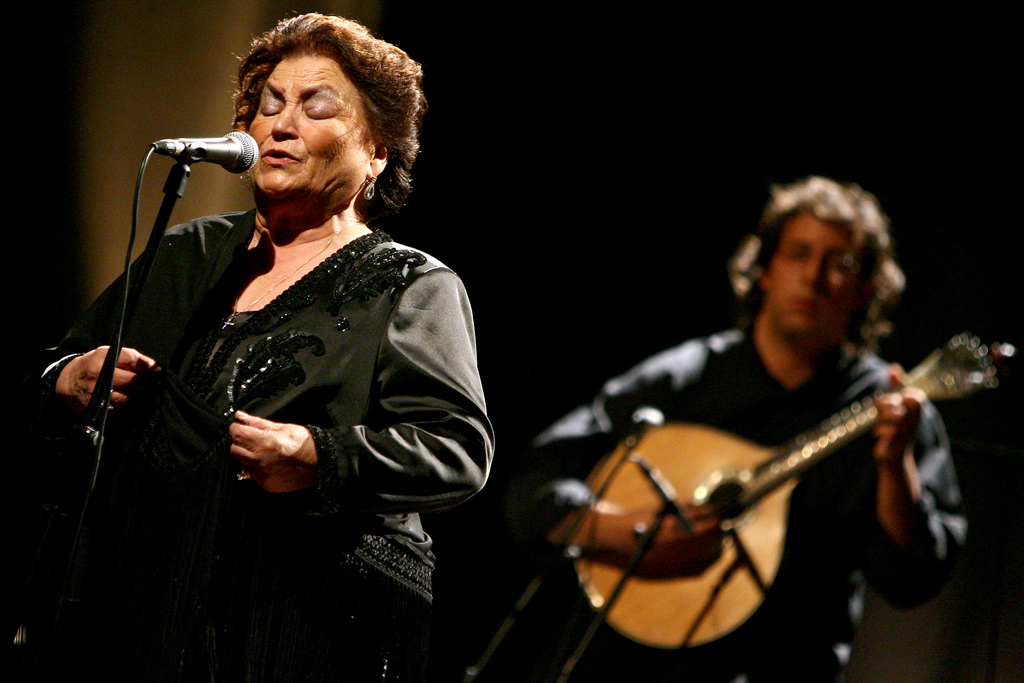
Argentina Santos (2007)

Maria Argentina Pinto dos Santos (* 6. Februar 1924 in Lissabon; † 18. November 2019 ebenda) war eine portugiesische Fado-Sängerin.

## Werdegang
Argentina Santos wurde 1924 im Mouraria-Viertel in Lissabon als jüngstes von vier Kindern geboren. Ihr Vater starb, als sie zwei Jahre alt war. Ihre Mutter zog danach in das Alfama-Viertel. Argentina Santos wuchs in großer Armut auf. So begann sie bereits als Kind in der Nachbarschaft im Haushalt auszuhelfen und beendete ihre Grundschulausbildung vorzeitig. Zeitweise war sie obdachlos und suchte gegen Haushaltshilfe ein Nachtlager. Im weiteren Verlauf ihres Lebens nahm sie eine Vielzahl verschiedener Tätigkeiten an. Gelegentlich sang sie bereits während der Marchas Populares zu den Stadtfesten Lissabons am 12. Juni.
1950 gelang ihr die Eröffnung eines einfachen Restaurants, der Parreirinha de Alfama, das sie mit ihrem Lebensgefährten schnell zum Fadolokal wandelte. Zunächst kochte sie dort und betreute die Gäste, während meist bekannte Fadosänger auftraten, etwa Alfredo Marceneiro, Celeste Rodrigues, Lucília do Carmo, Beatriz da Conceição oder Fernanda Maria, die ihre Karriere hier begann. Nachdem Argentina Santos von ihren Gästen häufig selbst zum Singen aufgefordert wurde, sang sie schließlich während einer Desgarrada, einem improvisierten Sangeswettstreit, und begann danach regelmäßig selbst aufzutreten, drei Jahre nach Eröffnung des Restaurants. Nach ersten Schellackveröffentlichungen 1953 einiger ihrer bis heute bekannten Titel (besonders A Minha Pronúncia, Chafariz d' El Rei, As Duas Santas und Juras) für die Firma Estoril nahm sie 1960 erstmals eine neue Schallplatte auf. Da sie sich jedoch weigerte, feste Engagements in anderen Lokalen und Gastspielreisen anzunehmen, nahm ihre beginnende Karriere keinen weiteren Aufschwung. Zudem nahm sie nur selten Lieder auf und scheute die Öffentlichkeit abseits der Zirkel der Fadolokale. In der Folge blieb sie nur im Kreis der Fadistas bekannt, dem Zirkel der Lissabonner Fadoszene.
In den 1990er Jahren erlebte sie eine stark gestiegene Bekanntheit, nachdem Carlos do Carmo sie zu Auftritten in seinen Fadosendungen ins Fernsehen eingeladen hatte. Es folgten Auftritte im Rahmen von Fadokonzerten zur Kulturhauptstadt Europas (Lissabon 1994) und in renommierten Sälen, darunter in der Lissabonner Oper Teatro Nacional de São Carlos, dem Coliseu dos Recreios und dem Centro Cultural de Belém. Auch im Ausland trat sie in dieser Zeit auf, darunter 1994 in der Londoner Queen Elizabeth Hall, beim Edinburgh Festival 1995, im Wiener Konzerthaus und 1997 in der Cité de la musique in Paris.
2007 trat sie in Carlos Sauras prämiertem Film Fados auf. Insbesondere 2010 wurde sie in einer Reihe von Veranstaltungen geehrt und war 2011 Gegenstand eines Dokumentarfilms.

## Rezeption und Ehrungen
Nachdem der Fado spätestens mit dem Welterfolg Amália Rodrigues’ internationale Anerkennung gefunden hat und seit den 1990er Jahren eine zunehmende Zahl neuer Sänger den Fado im internationalen Kulturbetrieb professionell vertreten, wird dieses Genre kaum noch von Amateursängern geprägt. Diese kaum noch sichtbare Seite des Fados wurde von Argentina Santos verkörpert. Sie stand für den ursprünglichen Fado und seine volkstümliche Herkunft aus den einfachen Vierteln Lissabons. Grund war ihr Lebenslauf und ihr hohes Alter, auch ihre umgängliche und direkte Persönlichkeit wurde häufig genannt. Besonders prägend für ihren Status als Vertreterin eines ursprünglichen und unverfälscht-volkstümlichen Fados aber war ihr Gesangsstil, der weniger präzise, aber besonders intensiv war und an die Desgarradas erinnerte, die improvisierten Wechselgesänge und Sängerwettstreite, die sich die einfachen Menschen nach Feierabend in den Tavernen der Nachbarschaft lieferten, etwa in der Alfama oder der Mouraria.
Eine Vielzahl bekannter Fadosänger äußern sich daher regelmäßig anerkennend zur Bedeutung von Argentina Santos. Carlos do Carmo etwa lud sie mehrmals als Gastsängerin zu seinen Konzerten. Nach 1999 fand 2000 für sie ein weiteres Tribut-Konzert zahlreicher Sänger statt, diesmal im Coliseu dos Recreios. 2004 wurde sie zu ihrem 80. Geburtstag erneut mit einem Tribut-Konzert verschiedener Künstler geehrt, diesmal im Rahmen der Festa do Fado in Lissabon. 2010 zeigte das Fadomuseum eine Ausstellung zum Leben von Argentina Santos, unter dem Titel Argentina Santos – Não Sei Se Canto Se Rezo (deutsch: „Argentina Santos – Ich weiß nicht ob ich singe oder ob ich bete“, in Anlehnung an einen bekannten Fado). Die Ausstellung wurde am 27. Februar 2010 durch den Lissabonner Bürgermeister António Costa eröffnet, gesungen haben zu dem Anlass Carlos do Carmo, Ricardo Ribeiro und Ana Sofia Varela.
Am 2. Juli 2010 fand im Teatro São Luiz ein großes Tribut-Konzert für die 86-jährige Sängerin statt. Ihr zu Ehren traten junge und ältere Sänger wie Carlos do Carmo, Celeste Rodrigues, Jorge Fernando, Maria Armanda, Raquel Tavares, Ricardo Ribeiro und Rodrigo auf. Zudem wurde Argentina Santos von Bürgermeister Costa die Goldene Ehrenmedaille der Stadt Lissabon verliehen.
2011 hatte der biografische Dokumentarfilm Argentina Santos . Não sei se canto se rezo Premiere. Der  für den portugiesischen Fernsehsender RTP produzierte Film wurde 2013 von der ZON Multimédia als DVD veröffentlicht, sowohl als einzelne DVD unter dem Titel Não Sei se Canto se Rezo als auch als Teil einer Doppel-DVD-Box mit verschiedenen Fado-Dokumentationen, die unter dem Titel Fado – Um Legado Português erschien.

## Diskografie (Auswahl)
- 1978: Chafariz do Rei (LP)
- 1989: Rir a Brincar (Kassette)
- 1995: Meu Fado (CD)
- 1998: Argentina Santos (CD)
- 2000: Fado (Best-of-CD)
- 2005: Fado Antologia (Best-of-CD)